# Mount Lofty
Mount Lofty is het hoogste punt in de zuidelijke Mount Lofty Ranges. De berg is 710 meter hoog en ligt ongeveer 15 km ten oosten van Adelaide in het nationaal park Cleland in de Adelaide Hills in Zuid-Australië.
De bergtop biedt panoramische uitzichten over de Adelaide Plains in het westen en de Picadilly Valley in het oosten. Het is een populaire bestemming voor internationale toeristen, wielrenners die via de oude Mount Barker Road door Eagle on the Hill de berg beklimmen en voor wandelaars vanuit Waterfall Gully.

## Geschiedenis

### Betekenis voor de Aboriginals
De aangrenzende toppen van Mount Lofty en Mount Bonython vormen een prominent herkenningspunt dat zichtbaar is vanaf de Adelaide Plains. Bij de plaatselijke Kaurna-mensen stond het bekend als Yuridla, "twee-oren", een deel van het lichaam van een voorouderlijk wezen dat Nganu heette. Deze Kaurna-naam is in zijn verengelste vorm bewaard gebleven als de naam van de nabijgelegen plaats Uraidla.

### Europese ontdekking
Mount Lofty werd op 23 maart 1802 door Matthew Flinders benoemd tijdens zijn omzwerving van het Australische continent. De ontdekkingsreiziger Collet Barker was de eerste Europeaan die de berg beklom in april 1831, bijna zes jaar voordat Adelaide zich vestigde.

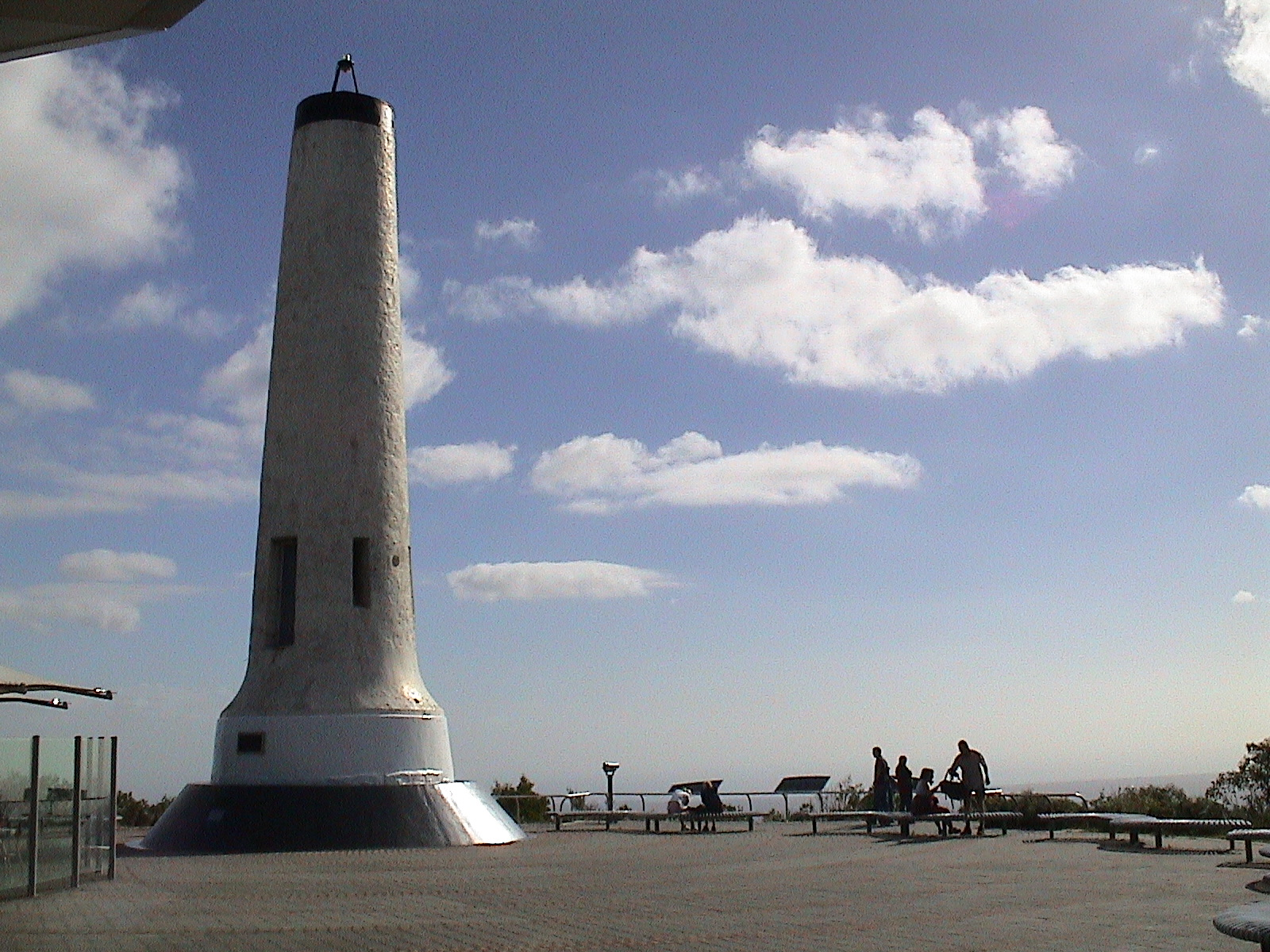
Flinders Column

Een stenen steenhoop op de top werd oorspronkelijk gebruikt om het triangulatiepunt aan te geven. In 1885 werd deze vervangen door een obelisk die diende als centraal referentiepunt voor landmeetkundige doeleinden in heel Adelaide. In 1902 werd de obelisk opnieuw ingewijd en omgedoopt tot de “Flinders Column”.
De top werd voor het publiek gesloten tijdens de Tweede Wereldoorlog, toen de obelisk als onmisbaar navigatiehulpmiddel werd beschouwd. Een knipperende stroboscoop werd op de top aangebracht om de zichtbaarheid 's nachts te verbeteren. Deze stroboscoop werd na de oorlog verwijderd, maar opnieuw geplaatst in de jaren 1990, toen de obelisk opnieuw werd geschilderd en gerestaureerd tijdens de bouw van een nieuwe kiosk.

## Toegang en beschrijving
De top is over de weg bereikbaar vanaf de South Eastern Freeway bij Crafers en vanuit de oostelijke buitenwijken via Greenhill Road en de Mount Lofty Scenic Route. Er is een wandelroute naar boven vanaf Waterfall Gully, door het Cleland National Park en vanaf Chambers Gully. Dit is een 4 km lange tocht bergopwaarts en een van de populairste trainingsroutes van Adelaide.
De top biedt een panoramisch uitzicht over Adelaide, een café-restaurant en een cadeauwinkel. Kangoeroes worden soms gespot op de paden die naar de top leiden. Op de bergkam bij de top staan drie televisietorens (de meest noordelijke is die van de ABC) en de Mount Lofty Fire Tower van de Country Fire Service.

## Historische huizen
Summit Road, Mt Lofty, was historisch gezien een van de bekendste adressen in Zuid-Australië, waar de zomerhuizen van verschillende vooraanstaande families stonden. Deze huizen werden allemaal verwoest of zwaar beschadigd door de bosbranden van Aswoensdag in 1983, maar zijn daarna gerestaureerd. Het gaat onder andere om:
- Mt Lofty House (1858) - Arthur Hardy
- Eurilla (1884) - William Milne, 1917; Lavington Bonython, 1972; Kym Bonython, 1998
- Carminow (1885) - Thomas Elder, 1905 Langdon Bonython

Andere gebouwen, zoals St Michael's House (een Anglicaans theologisch college en priorij) en “Arthur's Seat”, een tijdlang bekend als Stawell School, een privéschool voor meisjes, werden nooit herbouwd. Een deel van dit landgoed werd weggenomen voor het zendergebouw en de mast van ABC-TV. Merk op dat historisch gezien, “Mount Lofty” adressen vaak verwezen naar het gebied dat nu bekend staat als Crafers en naar delen van Stirling.

## Klimaat

### Sneeuw
Mount Lofty is de koudste locatie in de omgeving van Adelaide; tijdens de wintermaanden komt de temperatuur op sommige dagen niet boven 3-4 °C uit.
Het grootstedelijk gebied van Adelaide kent milde winters, met temperaturen die bijna nooit koud genoeg zijn om sneeuw te produceren. De dichtstbijzijnde sneeuwvelden in Adelaide liggen in centraal Victoria, meer dan 700 km verderop. De top van Mount Lofty is echter de meest voorkomende locatie voor sneeuw in Zuid-Australië; zeldzame sneeuwval komt soms voor in andere delen van de Mount Lofty Ranges, en af en toe verder naar het noorden, in de Flinders en Gammon Ranges. Sneeuwval is meestal licht (duurt zelden langer dan een dag) en komt niet elk jaar voor. IJzel komt echter regelmatig voor.
De sneeuw is een nieuwigheid voor de ongeveer 1,4 miljoen inwoners van de Adelaide Plains (vooral voor kinderen), en foto's ervan hebben al vaak de voorpagina van de plaatselijke krant gehaald.

### Algemeen en neerslag
Mount Lofty heeft een koel mediterraan klimaat (Csb) in de klimaatclassificatie van Köppen, vanwege de hoogte en de zeer droge zomers met een uitgesproken neerslagpiek in de winter. De jaarlijkse neerslag is bijna twee keer zo groot en de maandelijkse neerslag tijdens de winter meer dan twee keer zo groot als in de stad Adelaide. Vooral tijdens de wintermaanden is er veel bewolking.

## Wielrennen
Mount Lofty werd in 2023 voor het eerst opgenomen in de Tour Down Under, belangrijkste wielerwedstrijd van Australië. 
| Nr | Jaar     | Etappe | Start    | Finish      | Afstand (km) | Eerste boven     |
| -- | -------- | ------ | -------- | ----------- | ------------ | ---------------- |
| 7  | 2024     | 6      | Unley    | Mount Lofty | 128,2        | Stephen Williams |
| 6  | 2024     | 6      | Unley    | Mount Lofty | 128,2        | Gil Gelders      |
| 5  | 2024     | 6      | Unley    | Mount Lofty | 128,2        | Gil Gelders      |
| 4  | 2023     | 5      | Unley    | Mount Lofty | 112,5        | Simon Yates      |
| 3  | 2023     | 5      | Unley    | Mount Lofty | 112,5        | Kim Heiduk       |
| 2  | 2023     | 5      | Unley    | Mount Lofty | 112,5        | Johan Jacobs     |
| 1  | 2023 (v) | 2      | Birdwood | Uraidla     | 90           | Amanda Spratt    |

## Galerij

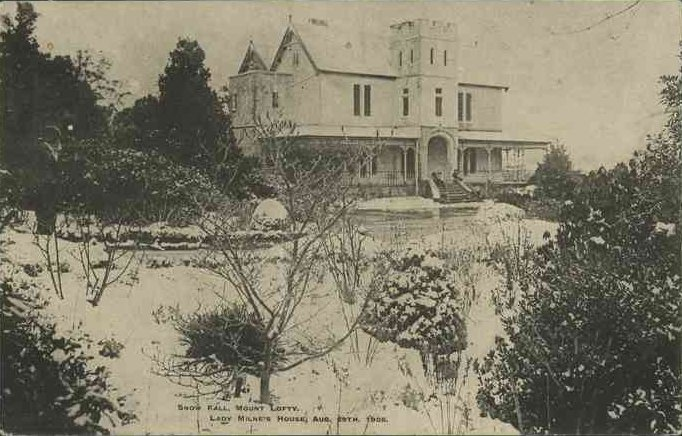
Sneeuw in Eurilla in 1905
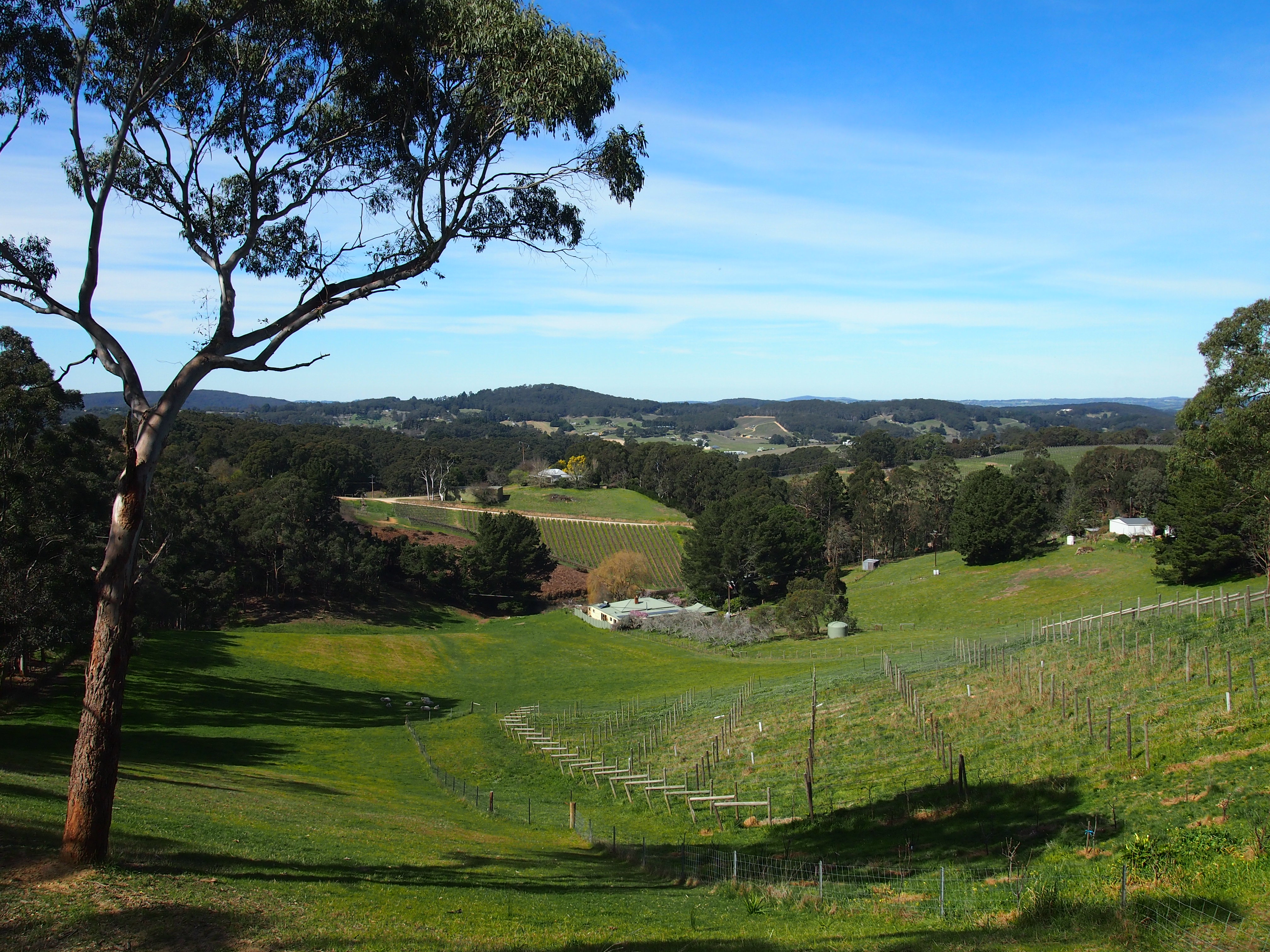
Uitzicht over Piccadilly Valley vanaf de Mount Lofty Scenic Route
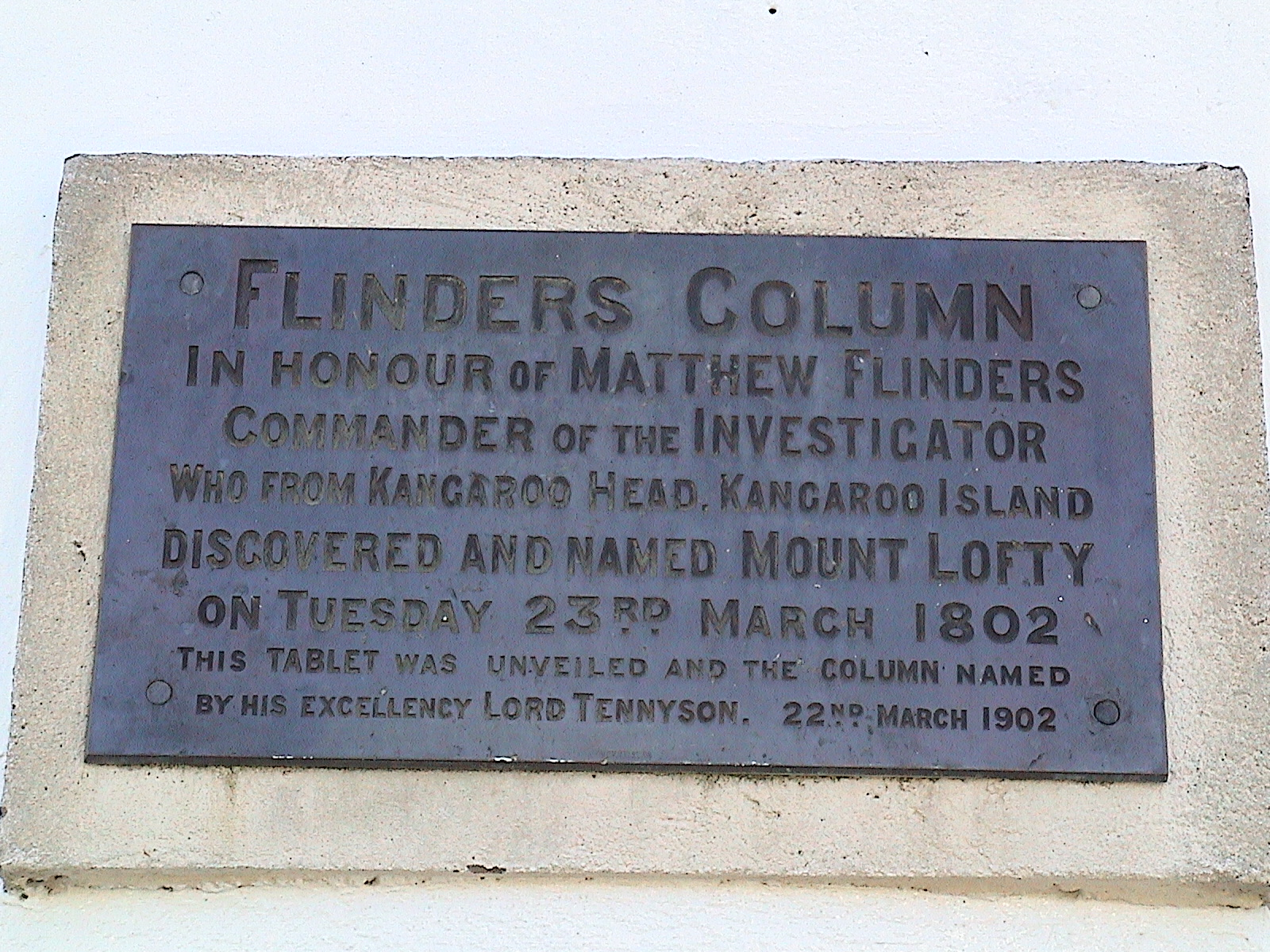
Flinders Column plaquette, van 1902
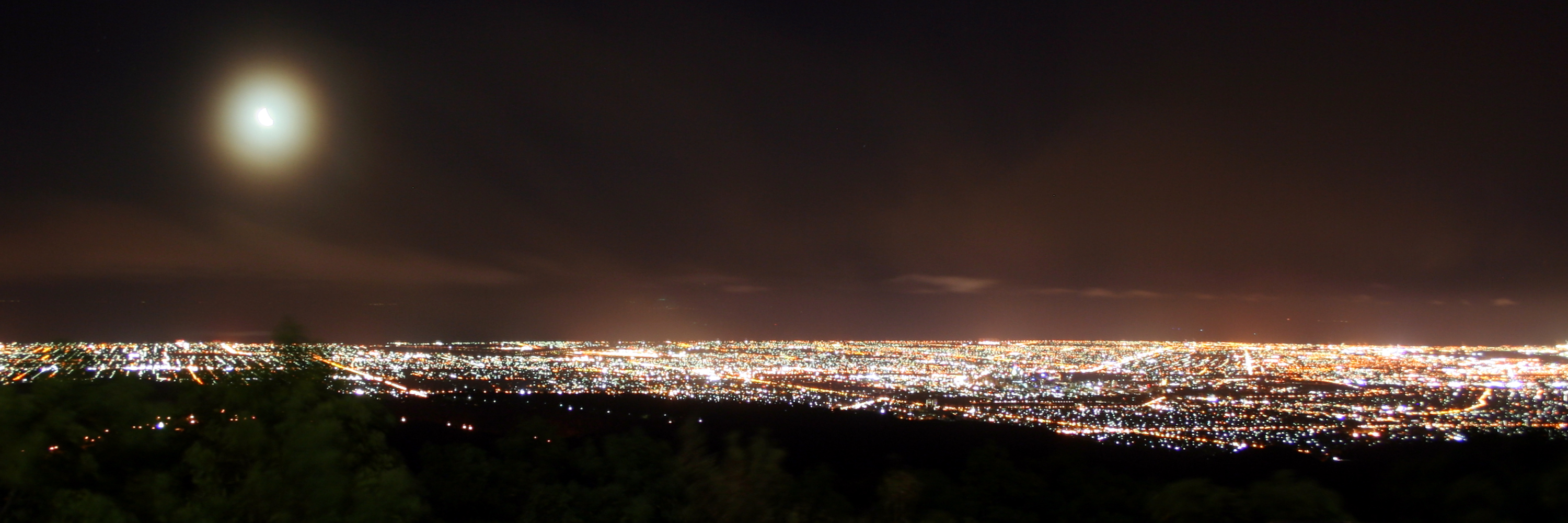
Nachtelijk uitzicht over de Adelaide Plains vanaf de top
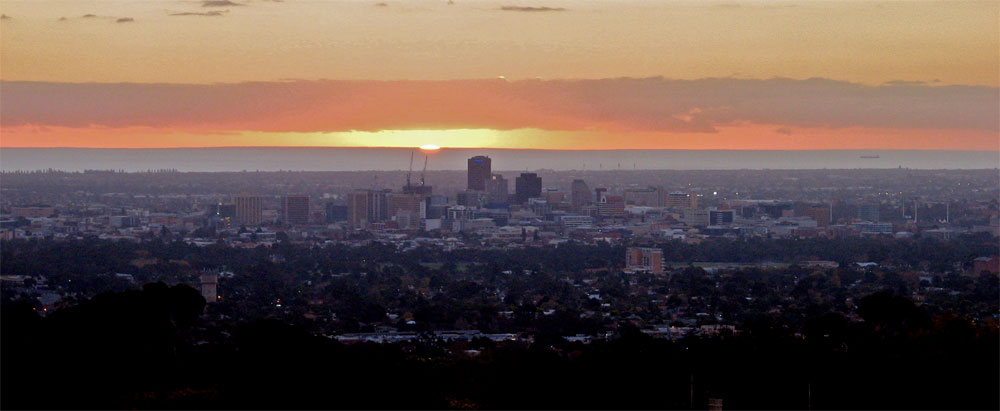
Uitzicht over de oostelijke buitenwijken, het centrum van Adelaide en de Gulf St Vincent bij zonsondergang